# Tsjechië in de Billie Jean King Cup

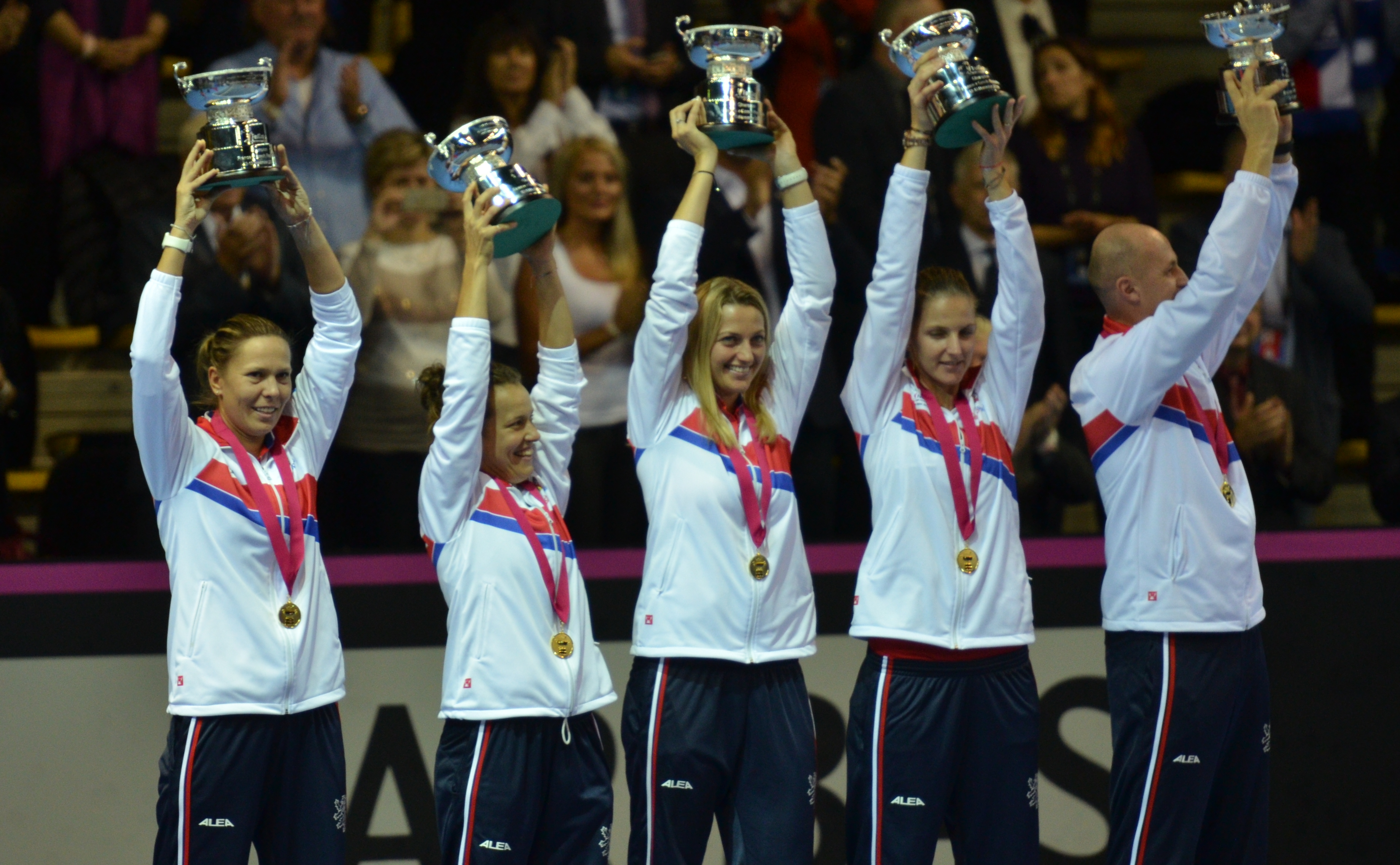
Het Tsjechische team viert de winst van de Fed Cup in 2016

Tsjechië is sinds 1994 actief in de Billie Jean King Cup, het jaarlijks tennistoernooi voor uit vrouwen bestaande landenteams dat sinds 1963 elk jaar wordt gehouden. Voordien namen zij deel als Tsjecho-Slowakije (tot en met 1992) en éénmaal als "Tsjechië en Slowakije" (1993).
Het team was in de periode 2011–2016 zeer succesvol met toernooiwinsten in 2011, 2012, 2014, 2015, 2016 en werd daarmee sportploeg van het jaar in Tsjechië in 2011, 2014, 2015 en 2016. 
In alle vijf toernooiwinsten was Petra Kvitová lid van het team en Petr Pála coach. 